# Booing Sheyner
Booing Sheyner（ブーイング・シェーナー）は、日本のロックバンド。

## メンバー
- 崎枝大樹（ボーカル）

2005年、山城と共に「BEE!BANG!BOO!」を結成。
2008年、「きいやま商店」を結成。
- 山城幹夫（ギター）
- 迎里計（ベース）

脱退後、シンガーソングライターとして活動。
- 高嶺史（キーボード）
- 新城早師（ドラムス）

## 概要
1995年、石垣島から東京に上京してきた仲間と結成。
1999年8月、メルダックから1stシングル「Bura Bura Song」でデビュー。同年11月にリリースした2ndシングル「笑う人」はテレビアニメ『レレレの天才バカボン』に起用されたが、その後セールスは下降する。
その後、インディーズとして活動したが、2002年解散。

## ディスコグラフィ

### 参加作品
| 発売日         | タイトル                                           | 規格品番   | 曲順 | 楽曲                                  |
| -------------- | -------------------------------------------------- | ---------- | ---- | ------------------------------------- |
| 2000年2月23日  | レレレの天才バカボン 音楽集～これでいいのだ。      | MECE-28101 | M.1  | 笑う人                                |
| 2003年11月19日 | 南国琉歌                                           | PCCA-01964 | M.15 | 「絆」                                |
| 2015年5月20日  | 赤塚不二夫生誕８０周年ＣＤ！これでいいのだーっ！！ | COCX-39093 | M.23 | 笑う人～レレレの天才バカボンVERSION～ |
| 2015年5月20日  | 赤塚不二夫生誕８０周年ＣＤ！これでいいのだーっ！！ | COCX-39093 | M.24 | 笑う人                                |

## タイアップ一覧
| 使用年 | 曲名   | タイアップ                                                   |
| ------ | ------ | ------------------------------------------------------------ |
| 1999年 | 笑う人 | テレビ東京系アニメ『レレレの天才バカボン』オープニングテーマ |